# 제2차 영국-마이소르 전쟁
제2차 영국 마이소르 전쟁(The Second Anglo–Mysore War, 1779년–1784년)은 마이소르 왕국과 영국 동인도 회사와의 사이에 벌어진 충돌이었다. 당시 마이소르는 인도 내의 핵심적인 프랑스 연합국이었고, 미국 독립 전쟁까지 걸친 프랑스와 영국의 충돌은 인도 내에서 영국과 마이소르의 적개심에 기름을 끼얹었다. 동인도 회사의 작전은 영국 본토와 조지 3세가 통치하고 있던 하노버에서 파견한 군대로 인해 탄력을 받고 있었다.
1779년 프랑스가 장악하고 있던 마헤 항이 함락되자, 마이소르의 통치자 하이데르 알리는 1780년에 초기 작전의 중요한 성공으로 영국에 대해 적대행위를 시작했다. 전쟁이 시작되면서 영국은 상실한 땅을 회복하기 시작했다. 영국과 프랑스 모두 전쟁에서 유리한 고지를 차지하기 위해 유럽에서 해군 전대와 부대를 파견했으며, 이후 1780년 영국이 네덜란드 공화국에 전쟁을 선포하자 확전으로 이어졌다. 1783년 영국과 프랑스 사이에 사전 평화 회담 소식이 인도에 들리자, 마이소르 전쟁에 대한 프랑스의 지원 위축을 초래하게 되었다. 영국은 결과적으로 마이소르와의 충돌 종식을 모색하였으며, 영국 정부는 동인도 회사에 마이소르와의 평화협상을 하라고 지시하기에 이른다. 이것으로 1784년 〈망갈로르 조약〉이 체결되었으며, 동인도 회사의 불만족스러운 워런 헤이스팅스와 같은 관리의 협약으로 ‘전쟁 이전의 상태’(status quo antebellum)를 회복하였다.